# François Moreuil
Pour les articles homonymes, voir Moreuil (homonymie).
François Moreuil est un réalisateur français, né le 24 janvier 1934 à Strasbourg et décédé le 24 mars 2017 dans le 15e arrondissement de Paris.

## Biographie
Il rencontre Jean Seberg en juillet 1957 et l'épouse en octobre 1958. Il renonce à sa carrière d'avocat pour se consacrer au cinéma. Il réalise son premier film en adaptant une nouvelle de Françoise Sagan.
Entré à l'ORTF en 1967, il y devient responsable des magazines d'information de la deuxième chaîne. II crée notamment l'émission Point-Contrepoint et la série Dessein et Destin de Charles de Gaulle. Il est mis à l'écart à la suite du changement de majorité politique en 1981.

## Filmographie
Réalisateur
- 1961 : La Récréation (coréalisateur : Fabien Collin)
- 1967 : Anatomie d'un mouvement
- 1967 : Malican père et fils (série TV, 5 épisodes)
- 1980 : Orange est vert (TV)
- 1982 : L'Intrus (TV)

## Publication
- Flash Back, France-Empire, 2011